# ضفدع هويا اليعبوبي
ضفدع هويا اليعبوبي (الاسم العلمي:Huia masonii) (بالإنجليزية: Javan torrent frog)‏ هو نوع من الحيوانات يتبع جنس الضفدع الهويا من فصيلة الضفادع الحقيقية.